# سامسونگ اس‌جی‌اچ-آ۱۳۷
سامسونگ اس‌جی‌اچ-آ۱۳۷ یک‌نمونه از گوشی‌های تلفن همراه سری A شرکت سامسونگ می‌باشد که توسط همین شرکت به بازار عرضه شده است.